# Rapistrum
Genre
Classification APG III (2009)
Rapistrum (les rapistres) est un genre de plantes herbacées de la famille des Brassicaceae. Ce genre comprend deux espèces originaires d'Europe, mais l'espèce Rapistrum rugosum s'est répandue sur la plupart des continents.

## Liste d'espèces
- Rapistrum rugosum (L.) All. - le rapistre rugueux[1].
- Rapistrum perenne (L.) All. - le rapistre vivace[2].